# Црква Успења Пресвете Богородице у Слатини
Црква Успења Пресвете Богородице у Слатини, насељеном месту на територији општине Бор, подигнута је 1860. године и представља непокретно културно добро као споменик културе.
Црква у Слатини посвећена Успењу Пресвете Богородице (Мала Госпојина) спада у ред најстаријих цркава на подручју Тимочке Крајине. Црква је облика једнобродне базилике, саграђена у романтичарско – барокном стилу, по угледу на велике банатске цркве из 18. и 19. века. Храм је саграђен за време владавине Кнеза Михаила Обреновића, а градили су га мештани Слатине и још осам околних села.
После дужег низа година пропадања и немања средстава за адаптацију, крајем осамдесетих и почетком деветесетих година 20. века, радови за потпуну рестаурацију су завршени и црква је поново освештана 2011. године.